# De donkere kamer van Damokles
De donkere kamer van Damokles is de vijfde roman van de Nederlandse schrijver Willem Frederik Hermans en diens tweede oorlogsroman, gepubliceerd in november 1958.
Na de Duitse inval in 1940 maakt de Voorschotense sigarenwinkelier Henri Osewoudt kennis met Dorbeck, een luitenant en later een verzetsman die Osewoudt betrekt bij verzetsactiviteiten. Na de bevrijding wordt Osewoudt onverwacht beschuldigd van collaboratie en kan zichzelf alleen vrijpleiten als hij weet aan te tonen dat de onvindbare Dorbeck geen verzinsel is. Met deze roman verwierf de auteur nationale erkenning.

## Elementen uit de werkelijkheid
Het verhaal van de landverrader Anton van der Waals heeft als inspiratie gediend voor het dubbelpersonage Dorbeck / Osewoudt. Fundamenteel verschil tussen Van der Waals en Osewoudt is dat laatstgenoemde door Hermans in een gesprek met Willem M. Roggeman als te goeder trouw wordt omschreven, waar Van der Waals een bedrieger was.
De brief die Osewoudt op 19 oktober 1945 schrijft aan de verdwenen Mirjam Zettenbaum, ondergedoken onder de naam Marian Sondaar, vertoont volgens J. Melkman enkele opmerkelijke slordigheden. Zo is het adres van de brief ergens in Israël, terwijl die staat in 1945 nog niet bestond. Ook de vage vermelding 'in a kibboets' is onvoldoende voor een correcte bezorging. 'Dat er tientallen kibboetsiem in Palestina waren; dat er Joodse instanties waren tot wie men zich om informatie kon wenden; dit alles is Hermans ontgaan.'
De episode waarin Osewoudt in dameskleren gekleed gaat en nagefloten wordt door Duitse militairen gaat terug op de werkelijkheid. In de periode dat de invasie van Normandië (6 juni 1944) plaatsvond, werd het eerste nummer van literair tijdschrift Podium voorbereid. Toen het tweede nummer uit was, werd redacteur Gerrit Meinsma tijdens een razzia opgepakt en naar een werkkamp in Drenthe overgebracht om dwangarbeid te verrichten. Omdat wel meisjes binnen het afgesloten gebied werden toegelaten, bracht zijn vriendin en mederedacteur Corrie van der Noord hem een damespruik en -kleren. Flirtend naar de Duitse soldaten fietste Meinsma de poort uit, nagefloten door de Duitsers.
De scène waarin Osewoudt in de Amsterdamse universiteitsbibliotheek Zéwüster tegenkomt, die hij vier jaar daarvoor leerde kennen als verzetsman, en die zich nu haastig uit de voeten maakt onder mededeling dat hij De Bruin heet, is volgens Hermans' eerste biograaf Hans van Straten op een werkelijke gebeurtenis gebaseerd. Een oud-klasgenoot van Hermans, Reina Prinsen Geerligs, was als koerierster actief in de verzetsgroep CS-6. Toen hij haar in de universiteitsbibliotheek toevallig tegenkwam, had zij zich 'opvallend schichtig' gedragen en was 'haastig weggeglipt'. Hermans wist niet dat zij in het verzet zat. Een maand later werd zij opgepakt.

## Samenvatting

### Voorgeschiedenis
Het hoofdpersonage Henri Osewoudt (23 april 1920) is een jongen die de puberteit lichamelijk niet doormaakt: hij houdt een hoge stem en hoeft zich niet te scheren. Het boek begint met een absurdistisch verhaal van Henri's onderwijzer in de klas op school in Voorschoten. Inmiddels blijkt zijn moeder, die aan psychopathologische voorstellingen lijdt, zijn vader in hun sigarenwinkel te hebben vermoord. De twaalfjarige Henri wordt hierna bij zijn oom Bart Nauta, tante Fietje en hun negentienjarige dochter Ria in Amsterdam ondergebracht. Ria neemt Henri de eerste nacht al bij zich in bed. Omdat Henri klein en baardloos is, wordt hij veel gepest op de HBS in Amsterdam. Hij besluit op judo te gaan en weet hiermee zijn pestkoppen te doen ophouden. Ook in zijn latere leven blijft hij profijt hebben van deze sport. Als Henri achttien is trouwt hij op 25 augustus 1939 met zijn volle nicht Ria. Samen met haar en Henri's moeder, die inmiddels uit een psychiatrische kliniek is ontslagen, zet hij de sigarenwinkel in Voorschoten van zijn overleden vader voort. Henri heeft daarna het gevoel alsof zijn leven dan al voorbij is.

### Ontmoeting met de mysterieuze Dorbeck
Dan breekt de Tweede Wereldoorlog uit. Een Nederlandse luitenant die zich Dorbeck noemt, komt in Osewoudts sigarenwinkel een filmpje laten ontwikkelen en afdrukken. Dorbeck lijkt qua gezicht erg op Osewoudt en is ook even groot. Het enige belangrijke verschil tussen beiden is dat Dorbeck zwart haar heeft, terwijl Osewoudt blond is. Nadat later het Duitse leger Voorschoten is binnengetrokken, komt Dorbeck terug. Dorbeck vertelt dat hij tijdens het bombardement op Rotterdam twee Duitse saboteurs heeft neergeschoten, waardoor hij zich nu moet vermommen. Osewoudt geeft Dorbeck een kostuum en schoenen te leen en verstopt Dorbecks uniform, dat hij later zal begraven in zijn tuin. 
Als Dorbeck – die inmiddels door de Duitsers wordt gezocht – later het kostuum komt terugbrengen, laat hij bij Osewoudt tevens twee Leica-films achter om te ontwikkelen. Dat mislukt, waarna Osewoudt met een eigen Leica-camera zelf een paar nieuwe foto's maakt om zijn eigen gepruts te maskeren. Dorbeck blijkt bij zijn volgende bezoek echter opeens niet meer geïnteresseerd in de opnames en vertelt dat er niets op stond. Hij vraagt Osewoudt om met de trein naar Haarlem te komen. Daar liquideren Dorbeck en Osewoudt samen met een handlanger (Zéwüster) op 23 juli 1940 drie personen in de Kleine Houtstraat 32. Osewoudt slaagt er later in om wel een serie foto's te ontwikkelen die Dorbeck hem bij zijn allereerste bezoek heeft gegeven. Die stuurt hij op naar Dorbeck. Elly Sprenkelbach-Meijer, een meisje dat Osewoudt uit handen van de Duitsers moet zien te houden, heeft een van deze foto's in haar bezit. Ze vertelt Osewoudt echter niet hoe ze hieraan is gekomen en Dorbeck lijkt ze niet te kennen.

### Verzetsactiviteiten
In juni 1944, vier jaar later, raakt Osewoudt via Elly opnieuw bij het verzet betrokken. Als Ria en zijn moeder door de Duitsers gevangen worden genomen, moet hij vluchten en onderduiken. Osewoudt laat zijn haar zwart verven door een geblondeerde joodse ex-studente, Mirjam Zettenbaum. Zij gaat schuil onder de naam Marianne Sondaar. Hij mag clandestien foto's gaan ontwikkelen in de donkere kamer van ondergrondse verzetsgroep van Labare op de Zoeterwoudsesingel 74 in Leiden. Hij krijgt van Dorbeck de opdracht om in Lunteren de gevaarlijke NSB'er Lagendaal – die voor de Gestapo werkt – en diens vrouw te vermoorden. Osewoudt wordt na de uitgevoerde opdracht door de arrestatie van zijn helpster in de trein op de terugweg naar Amsterdam opgescheept met het kleine zoontje van Lagendaal die hij in Amsterdam op straat achter laat. Osewoudts foto wordt verspreid in de bioscopen en kranten en hij valt hierdoor snel in handen van de Duitsers. Hij wordt na mishandeling opgenomen in het ziekenhuis aan de Zuidwal, waarna drie gemaskerde mannen hem vervolgens weer uit het ziekenhuis bevrijden. Hij keert daarna terug naar het huis van Labare en diens handlangers, die echter kort daarop zelf gevangen worden genomen door de Duitsers. Voor de Duitse inval heeft Henri wel Marianne teruggezien.
Osewoudt ontsnapt in eerste instantie maar wordt snel gearresteerd en verhoord. Hem wordt door de Duitsers tijdens die verhoren meegedeeld dat Marianne inmiddels ook is opgepakt, in kamp Westerbork zit en bovendien zwanger van hem is. De Duitse SS'er Oberstürmführer Ebernuss regelt haar vrijlating maar houdt Osewoudt tot 4 april 1945 negen maanden gevangen. Dan wil hij dat Osewoudt hem naar Dorbeck zijn adres in Amsterdam brengt. Osewoudt vergiftigt aldaar Ebernuss in opdracht van Dorbeck. Osewoudt krijgt van Dorbeck kleren om zich als verpleegster te vermommen. Tevens verneemt Osewoudt van Dorbeck dat zijn moeder zelfmoord heeft gepleegd, nadat ze bij de Duitsers was aangegeven door Ria, die inmiddels samenwoont met een NSB'er. Dorbeck stelt vervolgens: "Jij werd dus ondervraagd over dingen die ik gedaan had"! Osewoudt krijgt van Dorbeck de volgende dag een berichtje dat Marianne bezig is te bevallen, maar wanneer hij op het aangegeven adres arriveert blijkt het kindje op 4 april te zijn overleden. Marianne krijgt hij niet meer te zien. Osewoudt zoekt daarop Ria op in de winkel te Voorschoten en vermoordt haar. Hij vermoordt ook de Duitse officier die hem vanaf Amsterdam een lift gaf en hem aanrandde.

### Wending in het verhaal
Vervolgens vlucht Osewoudt naar Breda. Aldaar wordt hij tot zijn verbazing en frustratie niet als held, maar als verrader en handlanger van de Gestapo beschouwd. Zijn "bevrijding" uit het ziekenhuis was door de Duitsers in scène gezet om hem gemakkelijk te kunnen volgen. De Nederlandse politie is er rotsvast van overtuigd dat Osewoudt hierbij rechtstreeks met de Duitsers onder een hoedje heeft gespeeld. Elly is door de Duitsers gedood en Osewoudt krijgt hier de schuld van. Oom Bart blijkt de oorlog te hebben overleefd, maar hij wil niets meer van zijn neef weten en zegt niets over hem dat ontlastend kan werken. Iedereen die verder nog ten gunste van Osewoudt had kunnen getuigen is dood of spoorloos verdwenen. Marianne zit inmiddels in een kibboets in het vrijwel ontoegankelijke mandaatgebied Palestina.
In zijn verdediging tegen de jegens hem geuite beschuldigingen een verrader te zijn, komt Osewoudt niet veel verder dan het telkens herhalen van zijn hoop dat zijn opdrachtgever Dorbeck op een dag zijn onschuld zal aantonen en dat er sprake is van een misverstand. De mogelijkheid wordt nog geopperd dat Dorbeck in werkelijkheid iemand was van de familie Jagtman, aan wie Osewoudt in het begin van de oorlog in opdracht van Dorbeck de ontwikkelde foto's moest versturen. Deze Egbert Jagtman zou in de meidagen van 1940 twee Duitse militairen hebben laten executeren, maar hij was al gedeporteerd naar Duitsland toen Osewoudt en Dorbeck aan het begin van de oorlog samen in Haarlem waren. Hij kan het volgens Osewoudt dus onmogelijk zijn. De vroegere tandarts van deze familie probeert aan de hand van gebitsgegevens de betreffende persoon in een lijkenhuis van het concentratiekamp te identificeren, maar dit mislukt doordat de betreffende persoon geen tanden meer heeft en verder onherkenbaar is door de ontbinding. Hij heeft echter wel zwart haar, net als Dorbeck. Het blijft daarmee onduidelijk of Dorbeck nu wel of niet nog in leven is.
De figuur van Dorbeck wordt door zowel de Nederlandse als de Engelse politie en in de pers afgeschilderd als een verzinsel of zelfs een hallucinatie van Osewoudt. De psychiater Lichtenau, die voor de oorlog Osewoudts moeder behandelde, is van dit laatste overtuigd. Inmiddels is er toch op landelijk en internationaal niveau naar Dorbeck gezocht. De pater die Osewoudt begeleidt heeft inmiddels Osewoudts camera teruggevonden die hij bij zijn laatste opdracht samen met Dorbeck was kwijtgeraakt. Als allerlaatste redmiddel probeert Osewoudt op 27 december 1945 een foto te ontwikkelen waarop hijzelf en Dorbeck samen in een spiegel te zien zijn, maar die opname blijft zwart. Osewoudt rent nu in uiterste wanhoop het gebouw uit waarin hij wordt vastgehouden (in het kamp Achtste Exloërmond in Drenthe), waarop zijn bewakers hem neerschieten. Hij wordt bloedend binnen neergelegd. De pater probeert wanhopig de zwaargewonde Osewoudt te helpen.

## Titelverklaring
De titel verwijst naar twee verschillende zaken tegelijkertijd: de donkere kamer waarin foto's worden ontwikkeld en de oude Griekse legende over het zwaard van Damocles. De titel verwijst naar elk van de drie betekenisniveaus van de roman: het verhaal als avonturenverhaal, het psychologische niveau en het filosofische niveau.
Op het niveau van de roman als spannende oorlogsroman, aldus Frans A. Janssen, hangt het bestaan van Osewoudt af van een foto die in de donkere kamer wordt ontwikkeld. Het resultaat betekent echter zijn ondergang: 'het zwaard valt.' Voor de titelverklaring op het psychologische niveau is van belang dat Osewoudt veel verblijft in - al dan niet donkere - kamers. Die tekenen de 'geslotenheid van zijn wereld; hij zit opgesloten in de donkere kamer van zijn persoonlijkheid.' De donkere kamer is op het filosofische niveau, oftewel de epistemologische thematiek van de auteur, een aanduiding voor de onkenbaarheid, onduidelijkheid en ondoorzichtigheid van de wereld, die juist daardoor een dreiging vormt: 'zij kan de weerloze mens plotseling tot slachtoffer maken.'

## Betekenis
De roman kan op meerdere manieren tegelijk worden gelezen: onder meer als een spannend oorlogsavontuur, als een psychologisch verhaal over de identiteitsproblematiek en als een filosofische roman, waarin de onkenbaarheid van de werkelijkheid vooral blijkt uit de onkenbaarheid van het verleden, en ook als een sublieme kritiek op het concept van de alwetende verteller in de literatuur.

## Verteltechniek
De donkere kamer van Damokles is een personale vertelling. Dat houdt in dat er een vertelinstantie aan het woord is die geen personage is, maar dat het bewustzijn van één, in de derde persoon aangeduid, personage wordt aangehouden, in deze roman Osewoudt. De vertelinstantie, aldus Frans A. Janssen, houdt geen gegevens achter, maar 'bezit geen alwetendheid en staat niet boven het standpunt van Osewoudt' en 'verschaft geen commentaar, geeft geen oordeel'. Enkele episodes zijn aan te merken als uitzonderingen op deze algemene karakteristiek, waaronder de dood van Osewoudt aan het slot, waarbij in de laatste paar regels van het verhaal sprake is van een auctorieel vertelperspectief. Enkele keren geeft de vertelinstantie uitleg. De gedachten van Osewoudt worden soms door middel van de vrije indirecte rede, in de derde persoon verleden tijd, en soms met de stream of consciousness-techniek, dus in de eerste persoon tegenwoordige tijd weergegeven. Bovendien komen beide technieken ook in combinatie voor. Het effect is een suggestie van directheid.
Door de personale verteltechniek hebben vertelinstantie, Osewoudt en de lezer dezelfde beperkte waarneming van de gebeurtenissen. De lezer kan de gegevens niet verifiëren en als Osewoudt zijn visie op de werkelijkheid (Dorbeck bestond echt en gaf Osewoudt opdrachten) niet kan bewijzen, tast ook de lezer in het duister, 'het thema van de roman wordt de lezer in de schoenen geschoven.' Wel kan de lezer door terugbladeren controleren of Osewoudts herinneringen aan eerdere gebeurtenissen juist zijn. Verder suggereert de verteltechniek objectiviteit.

### Eerste zin
De openingszin uit de roman luidt:

... Dagenlang zwierf hij rond op zijn vlot, zonder drinken.

waarna een blikseminslag het vlot treft en de betreffende drenkeling hetzelfde zeewater dat hij zo haat omdat hij het niet kan drinken keihard nodig heeft om de brand te blussen. Het gaat hier om een door de onderwijzer van Osewoudts schoolklas voorgelezen passage uit een niet bij naam genoemd avonturenboek. Deze passage is een symbolische toespeling op het uiteindelijke lot van Osewoudt: de inslag staat symbool voor de eerste confrontatie met Osewoudts beter uitgevallen "spiegelbeeld", en Osewoudt zal de hierdoor ontstane "brand" uiteindelijk niet kunnen blussen en daardoor ten onder gaan.

### Laatste zin
De laatste zin van het verhaal luidt: "Maar aan de handen van pater Beer zaten minder vingers dan Osewoudt kogelgaten in zijn lichaam had." Onduidelijk blijft of Osewoudt dit overleeft.

### Verwijzing naar Hermans' doodgeboren kind
Op 8 januari 1954 beviel Hermans' vrouw van een zoon, die echter dood ter wereld kwam. De dag erna schreef hij hierover een brief aan zijn uitgever Geert van Oorschot, waarin hij uiteenzette dat zijn vrouw voor de bevalling onder narcose was gebracht.
In de roman verwijst Hermans naar deze bevalling, in de vorm van de scène waar Osewoudt – als verpleegster verkleed – de kliniek bezoekt waar Marianne net van hun kind is bevallen. Pas wanneer hij bij het kindje wordt gebracht, komt hij erachter dat het dood werd geboren, hoewel het ook in de roman helemaal gaaf was:

Het kind lag onder een dun dekentje. Het had een hemdje aan met halflange mouwtjes. De handjes lagen over elkaar. De nageltjes aan de vingers waren donkerbruin, zoals de nagel van iemand die zijn vinger gekneld heeft tussen een deur.

Het gezicht van het kind deed denken aan een jong vogeltje: de bovenlip hing ver over de onderlip heen, waardoor de mond op een onvolgroeide snavel leek. Aan de mondhoeken zat een beetje opgedroogd bloed. Denkelijk om het mondje gesloten te houden, lag er een hoog kussentje onder het hoofd, zodat het letterlijk was of het kind op zijn neus lag te kijken. De ogen waren gesloten in een uitdrukking van peilloze treurigheid, alsof het kind nog juist in de gelegenheid geweest was er verdriet van te hebben dat het niet zou leven.

Het hoofd was puntvormig en bij de oren ver ingedeukt. Een onderhuidse bloeduitstorting kleurde het voorhoofd al grotendeels zwart.

Osewoudts ogen schoten vol tranen, de omgeving werd onzichtbaar of er een dikke plaat ijsglas voor zijn hoofd werd gehouden.

## Thema's en motieven
Literatuurhistoricus Hugo Brems spreekt van een herneming van de thematiek uit De tranen der acacia's 'op nog cynischer wijze', en stelt dat 'de grenzen tussen schuld en onschuld, waarheid en bedrog nu helemaal worden weggevaagd.'
Volgens exegeet Frans A. Janssen kan de roman op drie verschillende manieren gelezen worden, als spannende oorlogs- of verzetsroman, als psychologische roman over de identiteitsproblematiek en als filosofische roman met de kennistheoretische implicatie dat wanneer de werkelijkheid ondoorgrondelijk is, ook het verleden onkenbaar is.

### Het raadsel Dorbeck
In de figuren Osewoudt en Dorbeck maakt Hermans gebruik van het Doppelgänger-motief. In literaire analyses is veelvuldig de vraag gesteld of het personage Dorbeck nu echt bestaat of alleen in de belevingswereld van Osewoudt. Indien Dorbeck echt bestaat, is hij volgens sommigen een collaborateur in plaats van een verzetsheld. Dit tot teleurstelling van Hermans, die door de verwarring hierover ging twijfelen aan de kwaliteit van zijn boek. Hermans schreef in een brief uit 1962 aan Jacques den Haan dat Dorbeck wel degelijk bestaat, maar dat Osewoudt voor de buitenwereld de schijn tegen zich heeft. In een interview uit ongeveer dezelfde periode met Hans Ulrich Jessurun d'Oliveira verklaarde Hermans dat hij het zelf niet eens was met de psychiater van Osewoudts moeder die ervan uitgaat dat Dorbeck enkel een hallucinatie is: "Ik zelf deel niet het psychologische standpunt van die dokter, ik geef het alleen weer". Tegenover Saskia de Vries stelde Hermans over het bestaan van Dorbeck: "Het bewijs dat hij geen hallucinatie is, kan Osewoudt niet met documenten leveren, maar de lezer van het boek, kan in elk geval zeker weten dat er wel degelijk een dubbelganger van Osewoudt bestaat of moet hebben bestaan. De NSB-zoon van de drogist heeft hem immers gezien [...] ook al denkt deze drogistenzoon dat het Osewoudt was in andere kleren."
Naschrift
In 1971 voegde Hermans een naschrift toe, een citaat van de filosoof Ludwig Wittgenstein:

"Ik kan hem zoeken als hij er niet is, maar hem niet ophangen als hij er niet is.
Men zou kunnen willen zeggen: 'Dan moet hij er toch ook zijn als ik hem zoek.'
- Dan moet hij er ook zijn, als ik hem niet vind, en ook als hij helemaal niet bestaat."

### Moorden/Liquidaties
- 23 juli 1940. Geplande overval op de Korte Houtstraat 32 te Haarlem. Dit in opdracht en met medewerking van Dorbeck. Drie doden, waarvan één door Osewoudt.
- 1944 Duitse agent Lagendaal te Lunteren met zijn vrouw en de oppasdame van de Jeugdstorm. Opdracht Dorbeck. Drie doden.
- 5 april 1945. In opdracht van Dorbeck de Duitser Ebernuss met vergif te Amsterdam.
- 6 april 1945 Moord op echtgenote Ria met mes.
- 6 april 1945 Moord op lift gevende Duitse luchtmachtofficier met mes.

Osewoudt dreigt de doodstraf te krijgen vanwege samenspannen met de bezetter. Maar het bewijs is zwak. Het Englandspiel kende bijna geen overlevenden. De Duitsers pakten bijna iedere spion op.
In een functionerend Nederlands rechtssysteem zou hij voor de moorden in Haarlem, Lunteren en Amsterdam worden vrijgesproken. De laatste moord op de Duitse officier zou als noodweer kunnen worden bestempeld. Maar de moord op zijn echtgenote was niet straffeloos gebleven. Dat was een bewuste moord en eigen rechter spelen. 
In het boek wordt de moord op Ria niet tegengeworpen. Het gaat slechts om het sterke vermoeden bij de autoriteiten dat Osewoudt een collaborateur was en daarmee de doodstraf verdiende.

## Receptie
Veel critici haalden de roman in als een meesterwerk, beschrijft Janssen. Ook waren er een aantal die bezwaren hadden tegen de moraal van de roman als geheel of op onderdelen, zoals het sarcasme tegen het idealistisch socialisme. Sommige critici lieten literaire waardering gepaard gaan met morele afwijzing. Critici die de roman als verzetsroman lazen, zoals Jef Last en Victor E. van Vriesland, baseerden hun afwijzing van de tekening van het verzet op hun miskenning van de specifieke functie die collaboratie en verzet in deze roman spelen.
H.A. Gomperts besprak de roman op 6 december 1958 in Het Parool en noemde die 'gaver en in technisch opzicht oneindig beter' dan De tranen der acacia's. Gomperts wijst op de detective-achtige aard van de roman, maar acht het werk wel boven dit genre verheven, met name door de bijzondere vertelwijze die een schijnbaar objectieve werkelijkheid beschrijft, maar in feite een projectie is van het bewustzijn van de protagonist. Osewoudt is volgens Gomperts alleen werkelijk emotioneel betrokken bij het Joodse meisje en het doodgeboren kind; verder is hij gefascineerd door bordjes en reclameteksten die een werkelijke verstandhouding vervangen. Gomperts kent een groot belang toe aan het bord 'Inhalen Verboden', dat volgens hem de essentiële verhouding van Osewoudt tot andere mensen weergeeft. Het bordje 'leeg expositiemateriaal' dat Osewoudt aan het einde van de oorlog in de etalage legt, zou zijn eigen leegte verbeelden.
In de jaren zestig werd de waardering voor de roman steeds groter, mede onder invloed van het tijdschrift Merlyn.
Een opmerkelijk aspect van de receptie is de houding die critici innemen omtrent de vraag naar het bestaan van Dorbeck. Op basis hiervan laten zij zich in drie groepen onderverdelen: een groep die meent dat Dorbeck een hersenspinsel van Osewoudt is, een groep die hem als een werkelijk personage opvat en een groep die meent dat deze vraag onoplosbaar is. De laatstgenoemde visie is de meest invloedrijke, mede door het hierbij aansluitende commentaar dat de auteur zelf in interviews geformuleerd heeft.
John le Carré was een bewonderaar van het werk van Hermans. Hermans verdacht le Carré van plagiaat; zijn roman The Spy Who Came in From the Cold zou te veel overeenkomsten hebben met De Donkere Kamer. 

## Plaats in het oeuvre
De thematiek en ook het verhaal zelf zijn volgens Frans A. Janssen verwant aan De tranen der acacia's uit 1949 en het televisiespel King Kong uit 1968. Beide romans betreffen de milieus van verzet en collaboratie, en spelen zich af in een sfeer van wantrouwen, misverstand en onbegrip, terwijl onzekerheid bestaat over identiteit en intenties. Ook bestaan er overeenkomsten in de gebeurtenissen. Zo wordt ook Oskar uit De tranen na de bevrijding gearresteerd en meent zijn vrouw dat Ernst zijn onschuld kan bewijzen en dus opgespoord moet worden. Daarnaast zijn er overeenkomstige details.
Het televisiespel King Kong draait om het 'waarheidsprobleem', zoals Janssen de thematiek noemt. De historische waarheid is niet meer vast te stellen vanwege onvolledigheid van documenten, onbetrouwbaarheid, misverstand en onwil. Wat voor de waarheid gehouden wordt, is een illusie. Aan het einde van het stuk wordt gezegd: 'Wie het langst praat, krijgt van de geschiedenis gelijk.'

## Vertalingen
Van de roman verschenen (of verschijnen binnenkort) vertalingen in de volgende talen:
- Chinees (Damokelisi de anshi, 2011, vertaler Deli Song)
- Deens (Damokles' mørke kammer, 1961, vertaler Else Westh Neuhard)
- Duits (Die Dunkelkammer des Damokles, 2001, vertaler Waltraud Hüsmert)
- Engels (The dark room of Damocles, 1962, vertaler Roy Edwards; The darkroom of Damocles, 2007, vertaler Ina Rilke)
- Fins (Damokleen pimeä huone, 1963, vertaler Aune Tunkelo)
- Frans (La chambre noire de Damoclès, 1962, vertaler Maurice Beerblock; 2006, vertaler Daniel Cunin)
- Grieks (Ho skoteinós thálamos tou Damoklé, 2005, vertaler Yannis Ioannidis)
- Italiaans (La camera oscura di Damocle, 2022, vertaler Claudia Di Palermo)
- Kroatisch (Damoklova mračna komora, 2015, vertaler Radovan Lučić)
- Noors (Damokles' mørkerom, 1962, vertaler Bjørn Braaten)
- Pools (Ciemnia Damoklesa, 1994, vertaler Andrzej Dąbrówka)
- Portugees (in voorbereiding, 2016, vertaler Alfredo Prazeirozo Texugueiro)
- Spaans (El cuarto oscuro de Damocles, 2009, vertaler Catalina Ginard Féron)
- Tsjechisch (Temná komora Damoklova, 2010, vertaler Magda de Bruin-Hüblová)
- Zweeds (Mörkrummet, 1962, vertaler Brita Dahlman)

## Verfilming
Het boek is in 1963 verfilmd in zwart-wit door regisseur Fons Rademakers onder de titel Als twee druppels water, en met Lex Schoorel in de hoofdrol. Hermans schreef aanvankelijk zelf het scenario, maar na onenigheid met Rademakers voltooide deze het scenario zelf. De achternaam van het hoofdpersonage in Hermans' roman, Osewoudt, is in de film veranderd in Ducker. Het opvallendste verschil tussen boek en film is de slotscène, die zich afspeelt op een atol en de kijker in nog meer verwarring achterlaat.

## Trivia
- De roman werd in 2007 vijfde in de lijst van beste Nederlandstalige boeken aller tijden.
- Bij gelegenheid van de jaarlijkse campagne Nederland Leest in november 2012 is deze roman door de Nederlandse openbare bibliotheken als gratis boek aan hun leden en scholieren uitgereikt.